# Cryptocarya tuanku-bujangii
Cryptocarya tuanku-bujangii är en lagerväxtart som beskrevs av André Joseph Guillaume Henri Kostermans. Cryptocarya tuanku-bujangii ingår i släktet Cryptocarya och familjen lagerväxter. Inga underarter finns listade i Catalogue of Life.